# Oswald Kaduk
Oswald Kaduk (Königshütte, 26 agosto 1906 – Langelsheim, 31 maggio 1997) è stato un vigile del fuoco, militare e criminale di guerra tedesco, membro delle SS, Unterscharführer e Rapportführer nel campo di concentramento di Auschwitz.

## Biografia
Kaduk era figlio di un fabbro. Dopo la scuola elementare, fece l'apprendistato come macellaio e trovò poi lavoro presso il mattatoio comunale (Neues Städtisches Schlachthaus). Dopo un periodo di disoccupazione, nel 1927 cominciò a lavorare come vigile del fuoco a Königshütte.

### Rapportführer nel campo di concentramento di Auschwitz
Nel 1939, Kaduk si arruolò come volontario nelle SS. Durante la seconda guerra mondiale venne quindi arruolato nelle Waffen-SS a Berlino. Fu mandato inizialmente sul fronte orientale ma, dopo varie malattie e ricoveri ospedalieri, fu trasferito ad Auschwitz nel luglio 1941. Qui inizialmente fu sentinella sulle torrette di guardia, in seguito divenne Blockführer e infine Rapportführer.
Dopo lo sgombero di Auschwitz nel gennaio 19 venne inviato al campo di concentramento di Mauthausen.

## Dopoguerra
Dopo la fine della guerra Kaduk lavorò sotto falso nome in uno zuccherificio a Löbau. Nel dicembre 1946 fu riconosciuto da un ex prigioniero e arrestato da una pattuglia militare sovietica. Un tribunale militare sovietico lo condannò a 25 anni di lavori forzati il 25 agosto 1947. Nell'aprile 1956 fu graziato e rilasciato dal carcere di Bautzen, dove era detenuto.
Andò a Berlino Ovest e lavorò nell'ospedale Tegel-Nord come infermiere. Qui mostrò una grande gentilezza e umanità verso i pazienti, tanto da meritarsi il soprannome di "Papa Kaduk".
Nel luglio 1959 fu nuovamente arrestato. Durante il processo di Francoforte sui crimini commessi ad Auschwitz, Kaduk fu uno dei principali accusati. Il 20 agosto 1965, la corte lo condannò all'ergastolo per dieci casi accertati di omicidio e due casi di concorso in omicidio plurimo di almeno 1002 persone. A causa di ciò venne anche condannato alla revoca a vita dei suoi diritti civili. Dopo aver trascorso in carcere 24 anni venne rilasciato dalla prigione di Schwalmstadt in Assia nel 1989 perché ritenuto "non idoneo alla carcerazione" per motivi di salute.
Durante il processo, Kaduk ha dichiarato di essere stato "solo un esecutore". E che i veri colpevoli erano ancora liberi. "Quando penso al signor Hans Globke, mi chiedo perché si attuino due pesi e due misure.".
Nel 1997 Oswald Kaduk morì a Lautenthal presso Langelsheim.
Nel documentario “Drei deutsche Mörder. Aufzeichnungen über die Banalität des Bösen (Tre assassini tedeschi. Note sulla banalità del male) (1978/99) di Ebbo Demant vennero intervistati Kaduk, Josef Klehr e Josef Erber su Auschwitz e il loro ruolo come ex membri delle SS.